# Zahnfarbmessung
Zahnfarbmessung ist eine Maßnahme zur Objektivierung der konventionellen subjektiv-visuellen Zahnfarbbestimmung.

## Zweck
In der zahnärztlichen Praxis können Schwierigkeiten bei der visuellen Farbauswahl eine Herausforderung für Zahnarzt und Zahntechniker darstellen. So sind beispielsweise direkte Sonneneinstrahlung, Anpassungsphänomene, Ermüdung der Augen des farbbewertenden Zahnarztes zu vermeiden und diverse Regeln zu beachten. Zahnfarbmessungen beispielsweise mit Spektralphotometern oder auf Basis bildgebender Systeme sollen intraindividuelle und interindividuelle Unterschiede auf Behandlerseite vermeiden helfen.
Jedoch wirken sich in recht komplexer Weise viele Faktoren auch auf die Entstehung der Zahnfarbe aus – z. B. Lumineffekt. Dies hat Einfluss sowohl auf die Qualität des Ergebnisses der konventionellen, subjektiv-visuellen Zahnfarbbestimmung als auch auf die objektivierte Zahnfarbmessung. Die systematische Erkundung des komplexen Zusammenwirkens diverser Einflussfaktoren, Effekte und Phänomene auf die dentale Farbentstehung, auf die Ergebnisse konventioneller und moderner Zahnfarbbestimmungsmethoden ist derzeit Grundlage intensiver wissenschaftlicher Forschungen und Publikationen. Im Zentrum dieser wissenschaftlichen Studien steht das Verstehen des Wesens der Zahnfarbe und naturwissenschaftlicher Phänomene, um letztendlich ein fundiertes farbästhetisches Resultat zu erhalten und neuartige Methoden zu erproben.